# Caraquet
Caraquet is een plaats (town) in de Canadese provincie New Brunswick en telt 4156 inwoners (2006). De oppervlakte bedraagt 68,29 km².

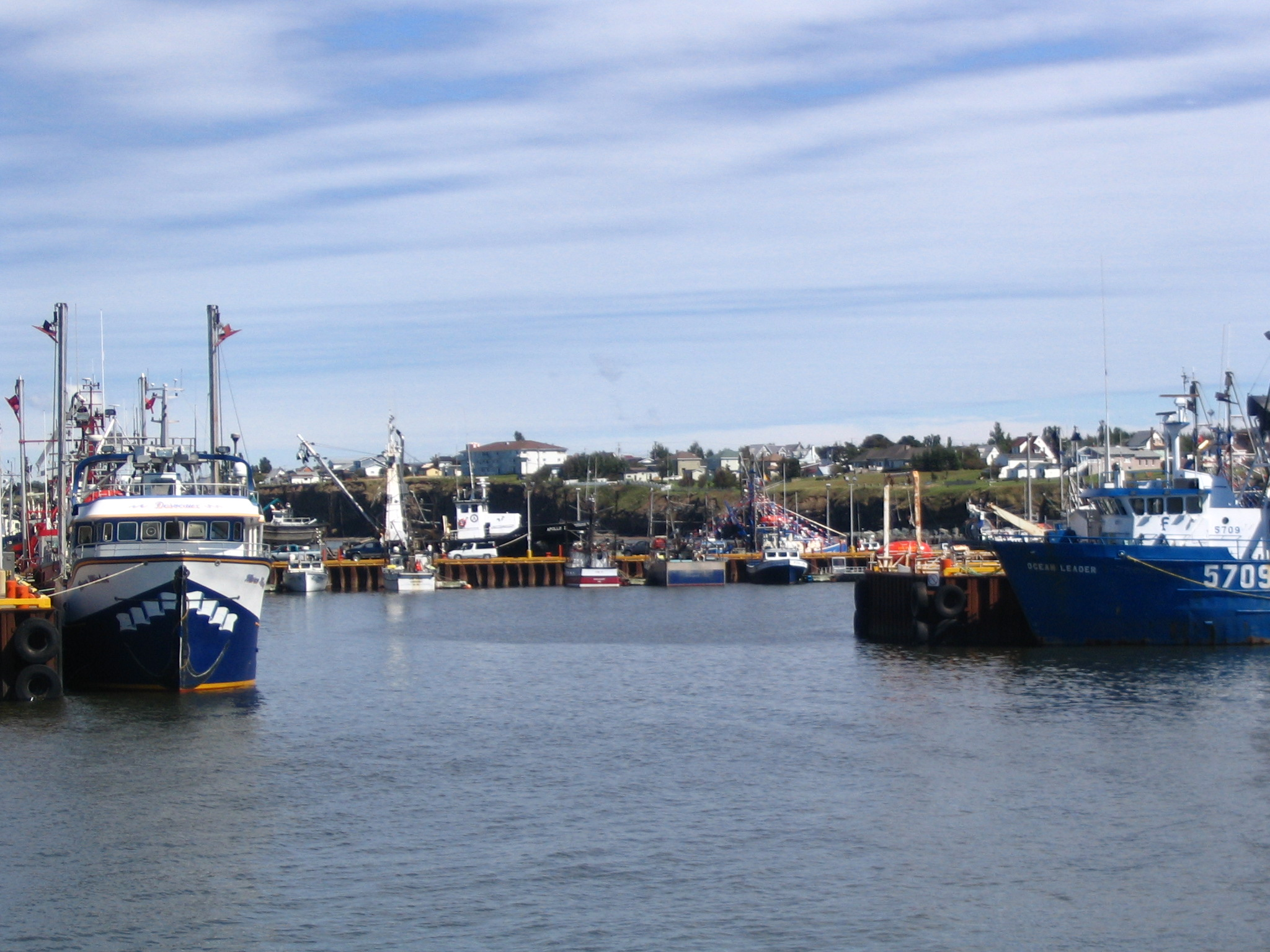
Haven